# Kubaglada
Kubaglada (Chondrohierax wilsonii) är en fågel i familjen hökar inom ordningen hökfåglar. Den förekommer enbart i ett litet område på östra Kuba. Arten är mycket fåtalig och minskar i antal. Den är upptagen på IUCN:s röda lista för hotade arter, där kategoriserad som akut hotad.

## Utseende och läten
Kubagladan är en kompakt glada med mycket kraftig gul näbb med tydligt ovala och undertill bandade vingar. Hanen har mörkgrå ovansida, vitaktiga undersida bandad i grått och rostbrunt och grå stjärt med tre svarta band och ljus spets. Honan är brun ovan, grovt rostbandad under. Ungfågeln är svart ovan och vit under som också sträcker sig upp på nacken.
Den är mycket lik kroknäbbsgladan som den tidigare och i viss mån fortfarande behandlas som underart till. Kubagladan är dock mindre, har större näbb, bandat halsband och helgul näbb.

## Utbredning och systematik
Kubagladan är endemisk för östra Kuba. Tidigare behandlades den som en underart till kroknäbbsglada. Den urskiljs dock allt oftare som egen art, på basis av skillnader i utseende och genetik.

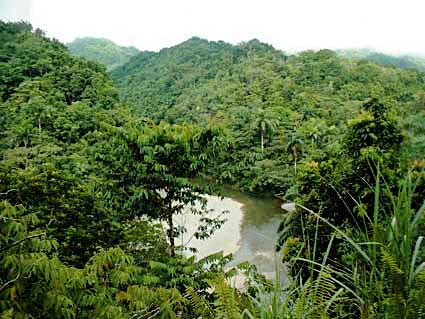
Senast den akut hotade kubagladan sågs med säkerhet var i maj 2010 i Alejandro de Humboldt National Park.

## Levnadssätt
Kubagladan är idag begränsad till bergsbelägen galleriskog. Där lever den huvudsakligen av trädlevande snäckor (Polymita) och sniglar i undervegetationen.

## Status och hot
IUCN kategoriserar arten som akut hotad. Den har en mycket liten världspopulation som är begränsad till ett litet område och minskar i antal, idag uppskattad till under 250 vuxna individer. Arten tros ha försvunnit på grund av skogsavverkningar, födobrist och brist på formellt skydd.

## Namn
Fågelns vetenskapliga artnamn hedrar den amerikanske naturforskaren Thomas Bellerby Wilson (1807-1865).